# Лобода Ольга Павлівна
Лобода Ольга Павлівна (8 червня 1960, с. Мокіївка, Роменський район, Сумська область) — педагогиня,  краєзнавиця. Відмінник освіти України, член Національної спілки журналістів України.

## Біографія
Лобода Ольга Павлівна закінчила Великобубнівську середню школу (1977), філологічний факультет Дніпропетровського державного університету (1984). Близько сорока років працює учителем Хмелівського навчально-виховного комплексу. Керівник районного методичного об'єднання вчителів зарубіжної літератури Роменського району.
Керівник гуртка «Юний журналіст» Роменського  районного центру дитячої та юнацької творчості, координатор Всеукраїнського експерименту з утвердження медіаграмотності «Стандартизація наскрізної соціально-психологічної моделі масового впровадження медіаосвіти у вітчизняну педагогічну практику».
Голова правління громадської молодіжної організації «Ромен-сенсація», авторка низки проєктів, спрямованих на формування у молоді шанобливого ставлення до історії та культури рідної землі.

## Досягнення
- Переможець Всеукраїнського конкурсу «Вчитель зарубіжної літератури сільської школи» (1996)
- лауреат Пушкінської премії Російської Федерації (2002)
- лауреат Всеукраїнського огляду «Панорама творчих уроків» (2003 р.), кращий автор газети «Зарубіжна література» (Видавництво «Шкільний світ») за 2003 р.
- фіналіст Всеукраїнського конкурсу «Учитель року — 2008».
- нагороджена відзнаками переможця обласних конкурсів «Золоте серце»(2011) та «Сузір'я на ім'я Вчитель» (2016).
- відзначена Подякою за підготовку переможців та лауреатів Всеукраїнського конкурсу учнівських творчих робіт «Я — журналіст!» 2019 року[2].

## Друковані твори

### Книги
- Стежками героїв, ЗАТ «ІСА-Інтерпапір», 2006
- Роменські виднокраї, ЗАТ «ІСА-Інтерпапір», 2007
- Вернісаж. Життєписи художників Роменщини, ЗАТ «ІСА-Інтерпапір», 2008
- Зосенко. ЗАТ «ІСА-Інтерпапір», 2008
- Кам'яна симфонія, ТОВ Торговий дім «Папірус», 2011
- Авторська програма «Людинотворення». — Суми: СОІППО, вид. РВВ, 2002. — 80 с.

### Літературознавство
- Лобода О. П. «Єдине, що важливо — бути людиною…» // Майстер-клас учителя зарубіжної літератури. — Київ : Шкільний світ, 2005. — С. 107—114.
- Компаративістика на уроках зарубіжної літератури. — Ромни, 2006. — 44 с.
- Мистецтво запитань : методичні рекомендації. — Ромни, 2006. — 68 с.
- Складники дитячого щастя // Зарубіжна література. — 2001. — № 7. — С. 1—2.
- «Ішов стежками правди я незмінно…» // Зарубіжна література. — 1997. — № 36. — С. 4.
- «Повертаймось до Шекспіра…» // Зарубіжна література. — 2001. — № 39. — С. 3.
- «А я про все на світі з тобою забуваю…» або Як викладати зарубіжну літературу // Зарубіжна література. — 1999. — № 33—34. — С. 4.
- «Нас рятує любов». Урок за романом Генріка Сенкевича «Камо грядеші?» // Зарубіжна література. — 1998. — № 4. — С. 3.
- «Дав-бо смертним я почесний дар…» До вивчення трагедії Есхіла «Прометей закутий» // Зарубіжна література в навчальних закладах. — 2002. — № 6. — С. 12—13.
- Гранослов. Постмодерністська лірика Йосифа Бродського // Зарубіжна література. — 2002. — № 15. — С. 20—23.
- О. Генрі: гумор і людяність (Новели «Останній листок», «Дари волхвів», «Жертви любові») // Зарубіжна література. — 2003. — № 7. — С. 7-8.
- Рецензія на книгу Ігоря Мойсеїва. // Зарубіжна література. — 2003. — № 43. — С. 1.
- Урок за романом Альбера Камю «Чума» // Зарубіжна література в навчальних закладах. — 2002. — № 6. — С. 13.
- Система уроків за творчістю М. Лермонтова // Зарубіжна література в навчальних закладах. — 2003. — № 4.
- Дві години з Гербертом Веллсом // Зарубіжна література в навчальних закладах. — 2003. — № 2. — С. 17.
- Чи доцільно бути богом? // Зарубіжна література. — 2000. — № 13. — С. 2.
- Примарне і справжнє щастя Мідаса // Зарубіжна література в навчальних закладах. — 2000. — № 8. — С. 37—40.
- Урок-портрет Гюстава Флобера // Зарубіжна література. — 2000. — № 36. — С. 2.
- «Єдине, що важливо — бути Людиною» // Зарубіжна література. — 2003. — № 8. — С. 3.
- «І житиму, гартований вогнем, я вічно». Паломництво до генія італійського Відродження // Зарубіжна література. — 2002. — № 35. — С. 7.
- У гостині Стратфордського генія. Інтелектуальна гра // Зарубіжна література в навчальних закладах. — 1999. — № 11. — С. 17—20.
- Дослідницька експедиція в Країну балад // Зарубіжна література в навчальних закладах. — 2002. — № 6. — С. 46-49.
- «Он одарен всевышним Богом…» : літературний салон, присвячений ювілею російського поета М. Лермонтова // Зарубіжна література. — 2003, № 45. — С. 11.
- Цикл запитань до уроків зарубіжної літератури // Зарубіжна література. — 2003. — № 29— 46 ; 2004. — № *
- Урок завдовжки в Різдвяну ніч // Зарубіжна література. — 2006. — № 43. — С. 2.